# Miriam Hopkins
Ellen Miriam Hopkins (Savannah, 18 ottobre 1902 – New York, 9 ottobre 1972) è stata un'attrice statunitense.

## Biografia
Nata in Georgia, a Savannah, era figlia di Ellen Cutler e di Homer Hopkins. Cresciuta a Bainbridge, nel 1909, visse per un breve periodo in Messico. Dopo il divorzio dei genitori, si trasferì con la madre a New York per restare vicino allo zio Thomas Cramer Hopkins, capo del dipartimento di geologia dell'Università di Syracuse, università dove avrebbe studiato in seguito anche Miriam.

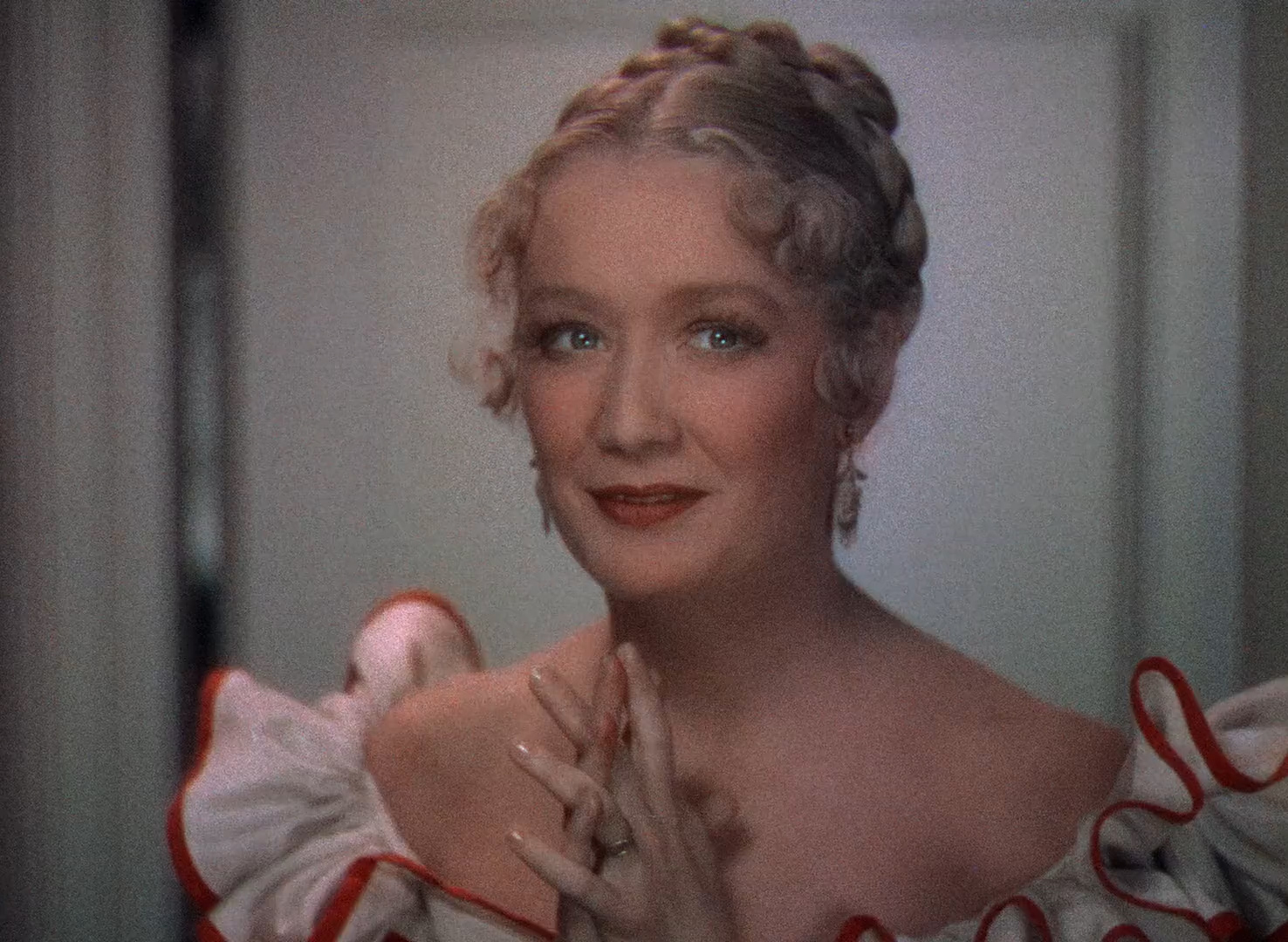
Miriam Hopkins in Becky Sharp

A vent'anni, diventa chorus girl a New York; qualche anno dopo, nel 1930, firma un contratto con la Paramount e debutta sullo schermo con Fast and Loose. Il suo primo grande successo lo ha con Mancia competente di Ernst Lubitsch, dove impersona una ladra sofisticata ma gelosa. Dopo numerosi successi, recitando in commedie dai toni leggeri ma, spaziando fino al dramma, ottiene una candidatura all'Oscar per il film Becky Sharp (1935), un premio che le sfuggirà una seconda volta quando rifiuta il ruolo da protagonista in Accadde una notte, venendo sostituita da Claudette Colbert che si portò lei a casa l'ambita statuetta.
Nel periodo a cavallo tra gli anni trenta e quaranta, si parlò molto di una sua rivalità con Bette Davis la quale aveva una relazione con Anatole Litvak, marito della Hopkins. Le due avevano già lavorato insieme a Rochester, quando Miriam Hopkins a teatro recitava in ruoli di protagonista e Bette Davis, più giovane di lei di qualche anno, in quelli di ingenua. Le due interpretarono insieme due film, Il grande amore (1939) e L'amica (1943). Bette Davis dichiarò di aver goduto molto in quest'ultimo film a picchiare, per ragioni di copione, la Hopkins. Furono fotografate in guantoni da boxe, con il regista Edmund Goulding in mezzo a loro in funzione di arbitro.

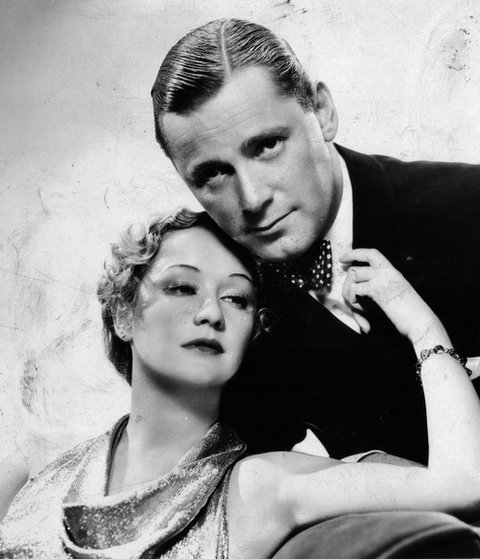
Herbert Marshall e Miriam Hopkins in Mancia competente (1932)

Per Il grande amore, Bette Davis non avrebbe voluto avere una co-protagonista donna, cosa che non le era mai successo prima nella sua carriera, tanto che propose di interpretare lei stessa tutti e due i ruoli. La loro rivalità si poteva anche ascrivere al fatto che la Hopkins, grande interprete a teatro di Julie Marston, la protagonista di quello che diventerà sullo schermo Figlia del vento, si vedrà soffiare il ruolo al cinema proprio da Bette Davis, alla ricerca di una rivalsa per non aver ottenuto la parte di Rossella O'Hara in Via col vento: Bette Davis riuscirà a vincere l'Oscar, beffando ulteriormente Miriam Hopkins, una delle tante attrici che avevano partecipato ai provini per Rossella e che però era, tra le aspirati al ruolo, l'unica nativa della Georgia proprio come la protagonista del romanzo di Margaret Mitchell.
Dopo L'amica, la Hopkins non girò più film fino al 1949, quando tornò a lavorare con William Wyler per il quale aveva interpretato nel 1936, insieme a Merle Oberon, il film La calunnia. Con Wyler, Hopkins girò in totale quattro film, lavori che le offrirono la possibilità di estrinsecare le sue doti drammatiche. In Quelle due del 1961, Wyler le affida il ruolo della zia di Shirley MacLaine, mentre la MacLaine interpreta la parte che ne La calunnia era stata della stessa Hopkins. Il suo ultimo film, Savage Intruder, fu un horror del 1970. Miriam Hopkins fu una delle pioniere della tv, interpretando in trent'anni numerosi telefilm, film a episodi, programmi tv. Sulla Hollywood Walk of Fame il suo nome appare due volte: come attrice cinematografica e come attrice televisiva.

## Vita privata
Miriam Hopkins si sposò e divorziò quattro volte: la prima volta dal 1926 al 1928  con l'attore Brandon Peters,  la seconda con l'aviatore Austin Parker; quindi con il regista Anatole Litvak, con il quale girò un unico film, Adorazione, e la quarta volta con il corrispondente di guerra Raymond B. Brock. Nel 1932, adottò un figlio, Michael Hopkins. Morì a New York per un attacco di cuore nove giorni prima del suo settantesimo compleanno.

## Filmografia

### Cinema
- The Home Girl, regia di Edmund Lawrence - cortometraggio (1928)
- Fast and Loose, regia di Fred C. Newmeyer (1930)
- L'allegro tenente (The Smiling Lieutenant), regia di Ernst Lubitsch (1931)
- 24 Hours, regia di Marion Gering (1931)
- Il dottor Jekyll (Dr. Jekyll and Mr. Hyde), regia di Rouben Mamoulian (1931)
- Two Kinds of Women, regia di William C. deMille (1932)
- Dancers in the Dark, regia di David Burton (1932)
- The World and the Flesh, regia di John Cromwell (1932)
- Mancia competente (Trouble in Paradise), regia di Ernst Lubitsch (1932)
- Perdizione (The Story of Temple Drake), regia di Stephen Roberts (1933)
- Il ritorno della straniera (The Stranger's Return), regia di King Vidor (1933)
- Partita a quattro (Design for Living), regia di Ernst Lubitsch (1933)
- All of Me, regia di James Flood (1934)
- She Loves Me Not, regia di Elliott Nugent (1934)
- La ragazza più ricca del mondo (The Richest Girl in the World), regia di William A. Seiter (1934)
- Becky Sharp, regia di Rouben Mamoulian e Lowell Sherman (non accreditato) (1935)
- La costa dei barbari (Barbary Coast), regia di Howard Hawks (1935)
- Splendore (Splendor), regia di Elliott Nugent (1935)
- La calunnia (These Three), regia di William Wyler (1936)
- La segretaria (Men Are Not Gods), regia di Walter Reisch (1936)
- Adorazione (The Woman I Love), regia di Anatole Litvak (1937)
- Tiranna deliziosa (Woman Chases Man), regia di John G. Blystone (1937)
- Wise Girls, regia di Leigh Jason (1937)
- Il grande amore (The Old Maid), regia di Edmund Goulding (1937)
- Carovana d'eroi (Virginia City), regia di Michael Curtiz (1940)
- La signora dai capelli rossi (Lady with Red Hair), regia di Curtis Bernhardt (1940)
- Io la difendo (A Gentleman After Dark), regia di Edwin L. Marin (1942)
- L'amica (Old Acquaintance), regia di Vincent Sherman (1943)
- L'ereditiera (The Heiress), regia di William Wyler (1949)
- La madre dello sposo (The Mating Season), regia di Mitchell Leisen (1951)
- I banditi di Poker Flat (The Outcasts of Poker Flat), regia di Joseph M. Newman (1952)
- Gli occhi che non sorrisero (Carrie), regia di William Wyler (1952)
- Quelle due (The Children's Hour), regia di William Wyler (1961)
- La cugina Fanny (Fanny Hill), regia di Russ Meyer (1964)
- La caccia (The Chase), regia di Arthur Penn (1966)
- Savage Intruder, regia di Donald Wolfe (1970)

### Televisione
- The Philip Morris Playhouse – serie TV, episodio 1x11 (1953)
- The Whistler – serie TV, episodi 1x09-1x11 (1954)
- Lux Video Theatre – serie TV, episodio 4x20 (1954)
- General Electric Theater – serie TV, episodi 2x24-10x23 (1954-1962)
- Climax! – serie TV, episodio 3x29 (1957)
- The Investigators – serie TV, episodio 1x05 (1961)

## Riconoscimenti
- 2 Stelle alla Hollywood Walk of Fame: categoria Star della TV: 1716 Vine Street; categoria Cinema: 1709 Vine Street

## Doppiatrici italiane
- Lydia Simoneschi in Il grande amore, Io la difendo, La caccia
- Giovanna Scotto in L'amica, I banditi di Poker Flat
- Tina Lattanzi in La madre dello sposo, Gli occhi che non sorrisero
- Dina Perbellini in Mancia competente
- Giuditta Rissone in Adorazione
- Margherita Bellini in Carovana d'eroi
- Andreina Pagnani in L'ereditiera
- Franca Dominici in Quelle due
- Vittoria Febbi in Mancia competente (ridoppiaggio)
- Paila Pavese in Partita a quattro (ridoppiaggio)
- Rita Savagnone in La costa dei barbari (ridoppiaggio)
- Marzia Ubaldi in La calunnia (ridoppiaggio)
- Cristiana Lionello in L'amica (ridoppiaggio)